# Птице тркачице
Птице тркачице (лат. Palaeognathae, Ratitae) представљају надред птица које не лете (са изузетком реда тинамуи (лат. Tinamiformes)). То су највеће птице које данас живе на земљи. Иако имају перје и закржљале остатке крила, не могу да лете јер су врло тешке, а и немају довољно развијену „летну” мускулатуру.

## Карактеристике
Птице тркачице имају на задњим рубовима ребара кукасте наставке који пристају на горњи руб следећег ребра, што битно доприноси чврстоћи њиховог грудног коша. Што је птица бољи летач, та структура је развијенија. Међутим, та особина је код птица тркачица закржљала и скоро нестала. Због тог обележја их називају Ratitae. Назив долази од латинске речи ratis што значи сплав, чун.
И перје ових птица је нешто другачије грађе од осталих птица. Перје првог и другог реда код њих није довољно међусобно повезано кукицама, па је њихово перје растресито, није довољно чврсто повезано и пуно је мекше од перја осталих птица.
Ниједна врста из редова казуари (Casuariiformes), кивији (Apterygiformes), нојеви (Struthioniformes) и нандуи (Rheiformes) не може да лети. Нојеви и нанду још имају крила која пре свега имају ритуалну улогу, код других су крила значајно смањена, док их мое уопште немају. Док птице летачице не смеју да пређу одређену величину јер иначе не би могле да полете, птице тркачице немају такво ограничење. Повећање величине повећава сигурност од грабљивица. Дуже ноге им дају већу брзину, а дугачак врат им омогућава да досегну храну са високог грмља и стабала. Тело може прихватити веће количине хране јер не постоји потреба да ради летења одржавају одређену телесну тежину. То значи да је варење спорије, а тиме и ефикасније.
Мужјаци птица тркачица леже на јајима. У гнезду могу бити јаја једне или више женки. Само код нојева и великог пегавог кивија женка такође лежи на јајима.

## Еволуција
На многа питања у вези са овим птицама још нема одговора. Велике расправе вођене су о томе да ли ове птице, због неспособности да лете, примитивније у односу на остале птице. Њихов мали мозак се једва разликује од оног код летачица. И редуковани костур крила следи исту шему као и код летачица. Међутим, тркачице у дугим костима немају шупљине испуњене ваздухом, које су карактеристичне за летачице. Данас многи стручњаци сматрају да су птице тркачице настале од птица које су могле да лете.
Прве тркачице живеле су још у доба плеистоцена. То су биле Lithornithiformes, ред птица које су подсећале на тинамуе. Нандуи су познати од еоцена, казуари од олигоцена, мое и тинамуи од миоцена, а слоновке и кивији од плеистоцена.

## Систематика
У птице тркачице спадају:
- Африка
  - Нојеви (Struthioniformes)
  - Слоновка † (Aepyornithiformes)
- Аустралија
  - Казуари (Casuariiformes)
    - Ему (породица Dromaiidae, део реда Casuariiformes или посебан ред Dromaiiformes)
- Нови Зеланд
  - Кивији (Apterygiformes)
  - Мое † (Dinornithiformes)
- Јужна Америка
  - Нандуи (Rheiformes)
  - Тинамуи (Tinamiformes)